# Дарьё, Жерар
Жерар Даррьемерлу, известный как Жерар Дарьё (фр. Gérard Darrieu 11 сентября 1925, Арникур — 22 января 2004, XV округ Парижа) — французский актёр.

## Биография
Жерар Дарьё начал свою карьеру в качестве театрального декоратора и помощника режиссёра. В 1946 году он стал актёром, снимаясь в театре, кино и на телевидении. В течение нескольких лет был частью театральной группы Les Théophiliens, основанной Гюставом Коэном в 1930-х годах. Актёр выходил на сцены парижских театров под руководством Робера Оссейна, а затем и многих других режиссёров, в том числе Луи Жуве, Роже Планшона, Жана Вилара, Лукино Висконти и Роже Блена. Его спортивное телосложение и глубокий голос выделяли его на сцене.
Умер в 2004 году. Похоронен на парижском кладбище Сент-Уэн (30-й участок).

## Избранная фильмография
- 1959 год : Нормандия — Неман
- 1959: Ангел на земле
- 1959: Кадрящие
- 1960 год : Дело Набоба
- 1961 год : Три мушкетёра
- 1966 год : Мадемуазель
- 1970 год : Признание
- 1975 год : Травля
- 1980 год : Мой американский дядюшка
- 1981 год : Профессионал